# ورخلابی
ورخلابی (به چکی: Vrchlabí) یک منطقهٔ مسکونی و شهرستان دارای شهرک سابقاً روستا در جمهوری چک است که در شهرستان تروتنوف واقع شده‌است.
 ورخلابی  ۱۳٬۴۱۵ نفر جمعیت دارد.

## خواهرخوانده
شهرهای Trouville-sur-Mer، بواناتال و Kowary خواهرخوانده‌های ورخلابی هستند.